# 滝ノ下信号場
滝ノ下信号場（たきのしたしんごうじょう）は、北海道夕張郡栗山町滝下(たきした)にある北海道旅客鉄道（JR北海道）石勝線の信号場である。電報略号はタタ。事務管理コードは▲132111。

## 歴史
1981年（昭和56年）の石勝線全線開業時に、既存の夕張線を活用する追分駅 - 紅葉山駅（現：新夕張駅）間は既存のローカル列車と清水沢駅・夕張駅方面からの石炭列車に加えて、道東方面への優等・貨物列車を通過させるには線路容量が不足していた。
このため既存の棒線駅への交換設備新設や、交換駅の有効長延伸（有効長550 m 対応化）が行われたが、このうち川端駅 - 滝ノ上駅（現：滝ノ上信号場）間は既存の駅もなく、駅間も既存線活用区間では最長の8.8 km あるため、信号場を新設して対応することとなった。これが当信号場である。

### 年表
- 1981年（昭和56年）
  - 6月26日：日本国有鉄道夕張線川端駅 - 滝ノ上駅間が通票閉塞式から単線自動閉塞式に変更され、同日に分岐器を設置し供用開始（当初より継電連動化）[5]。
  - 7月1日：書類上の開駅日（同日滝ノ上駅 - 紅葉山駅が単線自動閉塞化[5]）[6]。
  - 10月1日：石勝線開業[7]。
- 1987年（昭和62年）4月1日：国鉄分割民営化によりJR北海道に継承[7]。
- 1994年（平成6年）9月4日：石勝線・根室線高速化工事に伴い同日に分岐器を弾性分岐器に交換[8][9]。

## 構造
南千歳方から新得方に向かって左手から下り本線、上り本線の2線を有する単線行き違い型信号場。このほかそれぞれの進行方向に安全側線を設け、両方の分岐器をスノーシェルターで覆っている。
開設当初より職員無配置の無人信号場である。

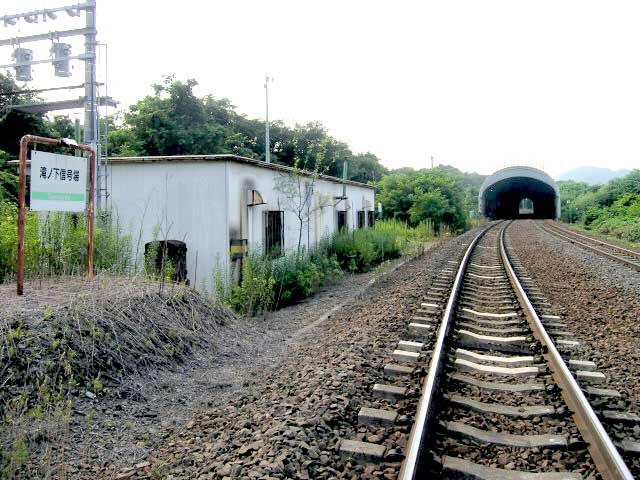
機械室（2004年7月）
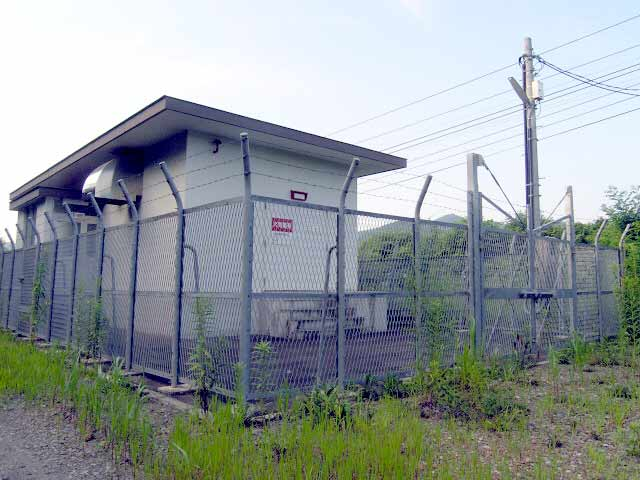
電気室（2004年7月）
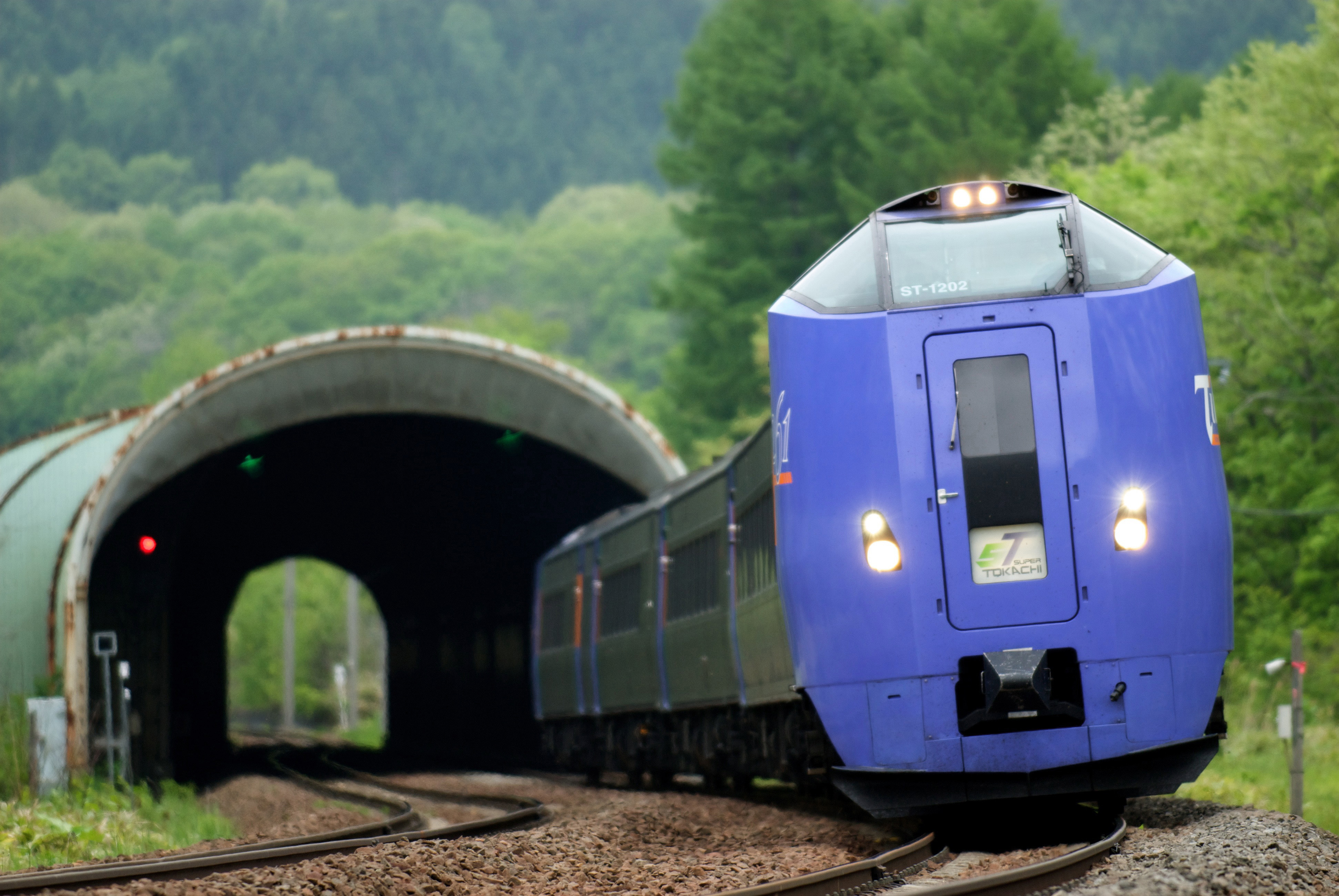
構内を通過する特急列車（2008年5月30日）

## 周辺
ダム湖の近くである。北海道開発局の川端ダムおよび北海道企業局の川端発電所がある。わずかに民家がある。

## 隣の施設
北海道旅客鉄道（JR北海道）
■石勝線
川端駅 (K17) - （滝ノ下信号場） - （滝ノ上信号場）-（十三里信号場）- 新夕張駅（K20）